# Rumigny (Ardenne)
Rumigny è un comune francese di 381 abitanti situato nel dipartimento delle Ardenne nella regione del Grand Est.
Diede i natali all'astronomo Nicolas Louis de Lacaille.

## Società

### Evoluzione demografica
Abitanti censiti